# Avenida Pedro Aguirre Cerda (Santiago de Chile)
La avenida Pedro Aguirre Cerda es una arteria vial del sector occidente de la ciudad de Santiago de Chile. Esta avenida se extiende por las comunas de Estación Central y Cerrillos.

## Toponimia
Su odónimo hace referencia al presidente chileno del mismo nombre que gobernó entre 1938 y 1941 y dio inicio a la era del Frente Popular en Chile. Aguirre Cerda falleció en 1941 en el ejercicio del cargo. Este período significó un proceso de industrialización acelerado y crecientes beneficios sociales, en educación, salud y vivienda social.
Esta artería vial originalmente formaba parte de la actual Camino a Melipilla, siendo renombrado el trazado entre el paso bajo nivel de FF.CC. de calle Ramón Subercaseux y el acceso al Aeropuerto de Cerrillos a avenida Pedro Aguirre Cerda en 1944.

Artículo 2.° La Avenida que actualmente construye la Caja de la Habitación Popular, que parte desde el puente de Melipilla, bajo el nivel de la línea férrea al Sur, para empalmar con el camino de acceso al Puerto Aéreo de Los Cerrillos, llevará el nombre de "Pedro Aguirre Cerda".
Ley 7767, 31 de enero de 1944.

También solía llamarse Camino a Cartagena o simplemente Melipilla.

## Recorrido
Estando completamente pavimentada, la av. Pedro Aguirre Cerda nace a partir de la combinación de dos calles (Exposición y Ramón Subercaseaux) en el límite de las comunas de Santiago y Estación Central, siguiendo por el poniente en la comuna de Estación Central hasta atravesar el Zanjón de la Aguada e integrarse en Cerrillos. Su recorrido sigue por esta comuna hasta finalizar casi en la intersección con la Autopista Américo Vespucio Sur y convertirse en la Avenida Camino a Melipilla, en el límite con Maipú.
A lo largo de esta avenida, se ubica el famoso Parque Bicentenario Los Cerrillos.

## Transporte
Actualmente, la avenida Pedro Aguirre Cerda cuenta con una sola estación de metro, la estación Cerrillos de la línea 6, ubicada en la comuna del mismo nombre, en la intersección con Avenida Departamental y Avenida Buzeta.

## Intersecciones
Se interseca con otras vías importantes de la ciudad de Santiago
- Calle Exposición (En su inicio)
- Avenida Buzeta
- Avenida Alberto Hurtado (Autopista Central)
- Autopista San Antonio-Santiago (Ruta 78)
- Avenida Carlos Valdovinos
- Avenida Departamental (donde se ubica la estación Cerrillos de la Línea 6 del metro)
- Avenida Suiza (continuación de av. Departamental hacia el poniente)
- Avenida Los Cerrillos
- Avenida Lo Errázuriz
- Camino a Lonquén (ruta G-30)
- Circunvalación Américo Vespucio (fin de av. Pedro Aguirre Cerda, cuando toma el nombre de Camino a Melipilla, en el límite con Maipú)